# Kingdom (serial telewizyjny 2014)
Kingdom – amerykański serial dramatyczny stworzony przez Byrona Balasco. Premiera pierwszego odcinka miała miejsce 8 października 2014 roku na antenie Audience Network. Wcześniej znany pod roboczym tytułem Navy St.
Pierwsza seria liczy dziesięć odcinków. 17 grudnia 2014 roku ogłoszono, że zamówiono kolejnych dwadzieścia – dziesięć wyemitowanych zostało jesienią 2015 roku, a dziesięć w 2016. Premiera drugiej serii miała miejsce 14 października 2015 roku, a trzeciej i ostatniej – 31 maja 2017.

## Fabuła
Były zawodnik MMA Alvey Kulina wraz ze swoją dziewczyną Lisą prowadzi siłownię Navy St. Gym, w której uczy mieszanych sztuki walki. W treningach biorą udział m.in. jego synowe Nate i Jay. Uzależniony od alkoholu Jay próbuje zwalczyć nałóg, żeby móc wrócić do walk. Po czterech latach odsiadki z więzienia wychodzi Ryan Wheeler, dawniej odnoszący sukcesy zawodnik MMA – Alvey stara się namówić go, żeby ponownie zaczął walczyć, mając nadzieję, że przyda to siłowni dobrej prasy. Lisa, dawniej zaręczona z Ryanem, sprzeciwia się temu, ostatecznie jednak przystaje na pomysł, mając na uwadze dobro siłowni. W międzyczasie życie Alvey’ego komplikuje się jeszcze bardziej, gdy Jay i Nate próbują pogodzić się z matką – uzależnioną od narkotyków prostytutką.

## Obsada
| - Frank Grillo jako Alvey Kulina - Kiele Sanchez jako Lisa Prince - Matt Lauria jako Ryan Wheeler - Jonathan Tucker jako Jay Kulina - Nick Jonas jako Nathaniel „Nate” Kulina - Joanna Going jako Christina Kulina - Natalie Martinez jako Alicia Mendez | - Paul Walter Hauser jako Keith - Mac Brandt jako Mac Sullivan - Juliette Jackson jako Shelby - Bryan Callen jako Garo Kassabian - Joe Stevenson jako „Daddy” Joe - Phil Abrams jako doktor Kramer - Juan Archuleta jako Juan Archuleta - Lina Esco jako Ava Flores - Kirk Acevedo jako Dominic Ramos - Jonathan Howard jako Will - Mark Consuelos jako Chapas | - Bruce Davison jako ojciec Lisy - Alicia Witt jako Melanie - Jamie Kennedy jako Bucky - Andre Royo jako Degranzo |

## Odcinki
| Seria | Seria | Odcinki | Oryginalna emisja    | Oryginalna emisja | Oryginalna emisja | Oryginalna emisja |
| Seria | Seria | Odcinki | premiera serii       | finał serii       | premiera serii    | finał serii       |
| ----- | ----- | ------- | -------------------- | ----------------- | ----------------- | ----------------- |
|       | 1     | 10      | 8 października 2014  | 10 grudnia 2014   |                   |                   |
|       | 2     | 20      | 14 października 2015 | 3 sierpnia 2016   |                   |                   |
|       | 3     | 10      | 31 maja 2017         | 2 sierpnia 2017   |                   |                   |

### Seria 1
| Nr | Tytuł                      | Reżyseria      | Scenariusz                  | Premiera             |
| -- | -------------------------- | -------------- | --------------------------- | -------------------- |
| 1  | Set Yourself on Fire       | Adam Davidson  | Byron Balasco               | 8 października 2014  |
| 2  | Glass Eye                  | Adam Davidson  | Byron Balasco               | 15 października 2014 |
| 3  | Piece of Plastic           | Michael Morris | Alex Mercalf                | 22 października 2014 |
| 4  | Flowers                    | Michael Morris | Fernanda Coppel             | 29 października 2014 |
| 5  | Eat Your Own Cooking       | Gary Fleder    | Vladimir Cvetko             | 5 listopada 2014     |
| 6  | Please Refrain from Crying | Gary Fleder    | Alex Metcalf                | 12 listopada 2014    |
| 7  | Animator/Annihilator       | Dennie Gordon  | Ryan Farley                 | 19 listopada 2014    |
| 8  | The Gentle Slope           | Dennie Gordon  | Tom Garrigus                | 26 listopada 2014    |
| 9  | Cut Day                    | Tim Iacofano   | Ryan Farley, Tom Garrigus   | 3 grudnia 2014       |
| 10 | King Beast                 | Tim Iacofano   | Tom Garrigus, Byron Balasco | 10 grudnia 2014      |

### Seria 2
| Nr | Tytuł                 | Reżyseria        | Scenariusz                  | Premiera             |
| -- | --------------------- | ---------------- | --------------------------- | -------------------- |
| 1  | New Money             | Craig Zisk       | Byron Balasco               | 14 października 2015 |
| 2  | Simulations           | Craig Zisk       | Byron Balasco               | 21 października 2015 |
| 3  | Broken or Missing     | Michael Morris   | Alex Metcalf                | 28 października 2015 |
| 4  | Be First              | Michael Morris   | Bruce Rasmussen             | 4 listopada 2015     |
| 5  | Happy Hour            | Gary Fleder      | Vladimir Cvetko             | 11 listopada 2015    |
| 6  | Pink at Night         | Gary Fleder      | Peter Noah                  | 18 listopada 2015    |
| 7  | The Demon Had a Spell | Michael Morris   | Alex Metcalf, Byron Balasco | 25 listopada 2015    |
| 8  | Smoker                | Michael Morris   | Bruce Rasmussen             | 2 grudnia 2015       |
| 9  | Living Down           | Sidney Sidell    | Peter Noah                  | 9 grudnia 2015       |
| 10 | Traveling Alone       | Sidney Sidell    | Byron Balasco               | 16 grudnia 2015      |
| 11 | Lay and Pray          | Gary Fleder      | Byron Balasco               | 1 czerwca 2016       |
| 12 | No Fault              | Gary Fleder      | Byron Balasco               | 8 czerwca 2016       |
| 13 | Woke Up Lonely        | John Dahl        | Alex Metcalf                | 15 czerwca 2016      |
| 14 | Do Not Disturb        | John Dahl        | Patrick Aison               | 22 czerwca 2016      |
| 15 | Take Pills            | Padraic McKinley | Jon Frye                    | 29 czerwca 2016      |
| 16 | Halos                 | Padraic McKinley | Bruce Rasmussen             | 6 lipca 2016         |
| 17 | Help Wanted           | Dennie Gordon    | Byron Balasco               | 13 lipca 2016        |
| 18 | Cut Man               | Dennie Gordon    | Peter Noah                  | 20 lipca 2016        |
| 19 | Late to Leave         | Byron Balasco    | Byron Balasco               | 27 lipca 2016        |
| 20 | No Sharp Objects      | Byron Balasco    | Byron Balasco               | 3 sierpnia 2016      |

### Seria 3
| Nr | Tytuł                 | Reżyseria     | Scenariusz    | Premiera        |
| -- | --------------------- | ------------- | ------------- | --------------- |
| 1  | Wolf Tickets          | Sidney Sidell | Byron Balasco | 31 maja 2017    |
| 1  | Ritual                |               |               | 7 czerwca 2017  |
| 3  | Thank You, Boys       |               |               | 14 czerwca 2017 |
| 4  | Headhunter            |               |               | 21 czerwca 2017 |
| 5  | Please Give           |               |               | 28 czerwca 2017 |
| 6  | All Talk              |               |               | 5 lipca 2017    |
| 7  | Platinum Level        |               |               | 12 lipca 2017   |
| 8  | Old Pueblo            |               |               | 19 lipca 2017   |
| 9  | Cactus                |               |               | 26 lipca 2017   |
| 10 | Lie Down in the Light |               |               | 2 sierpnia 2017 |